# Cineraria dryogeton
Cineraria dryogeton là một loài thực vật có hoa trong họ Cúc. Loài này được Cron mô tả khoa học đầu tiên năm 2006.